# Кроче (Месина)
Кроче је насеље у Италији у округу Месина, региону Сицилија.
Према процени из 2011. у насељу је живело 118 становника. Насеље се налази на надморској висини од 269 м.